# Macewicze (rejon wołożyński)
Macewicze (biał. Мацавічы; ros. Мацевичи) – wieś na Białorusi, w obwodzie mińskim, w rejonie wołożyńskim, w sielsowiecie Raków.

## Historia
W czasach zaborów wieś w gminie Raków, w powiecie mińskim, w guberni mińskiej Imperium Rosyjskiego. W 1866 roku liczyła 15 domów
W latach 1921–1945 wieś leżała w Polsce, w województwie wileńskim, w powiecie stołpeckim, a od 1927 w powiecie mołodeckim, w gminie Raków.
Według Powszechnego Spisu Ludności z 1921 roku zamieszkiwało tu 108 osób, 35 były wyznania rzymskokatolickiego a 133 prawosławnego. Jednocześnie wszyscy mieszkańcy zadeklarowali polską przynależność narodową. Były tu 24 budynki mieszkalne. W 1931 w 28 domach zamieszkiwały 162 osoby.
Wierni należeli do parafii prawosławnej w Rakowie. Miejscowość podlegała pod Sąd Grodzki w Rakowie i Okręgowy w Wilnie; właściwy urząd pocztowy mieścił się w Rakowie.